# Джимбулук
Джимбулук — пасажирський залізничний зупинний пункт Запорізької дирекції Придніпровської залізниці на електрифікованій лінії Федорівка — Джанкой між станціями Салькове (8 км) та Сиваш (18 км). Розташований біля села Миколаївка Генічеського району Херсонської області. На схід від зупинного пункту проходить автошлях міжнародного значення М18E105 (Харків — Сімферополь).

## Історія
Зупинний пункт відкритий 1898 року.
У 1970 році лінія, на якій розташований зупинний пункт, електрифікована постійним струмом (=3 кВ) в складі дільниці Мелітополь — Сімферополь.

## Пасажирське сполучення
До повномасштабного російського вторгнення в Україну на зупинному пункті Джимбулук зупинялися приміські електропоїзди сполученням Запоріжжя — Новоолексіївка — Сиваш.